# Endlich Urlaub!
Endlich Urlaub! ist das erste Soloalbum von Farin Urlaub, des Gitarristen und Sängers der Gruppe Die Ärzte. Es erschien am 22. Oktober 2001.

## Entstehung
Etwa drei Jahre nach der Reunion von Die Ärzte reifte bei Farin Urlaub der Plan, ein Soloalbum zu veröffentlichen. Nach der Veröffentlichung des Livealbums Wir wollen nur deine Seele (1999), als bei den Ärzten eine kleine Pause anstand, entschloss er sich, den Plan endlich in die Tat umzusetzen; nicht zuletzt, weil sein Bandkollege Bela B ein Soloalbum des Gitarristen großspurig ankündigte. Urlaub spielte alle Instrumente (außer Blas- und Streichinstrumente) auf Endlich Urlaub! selbst ein. Die Bläser auf dem Album stammen von der Band The Busters und die Streicher von einer guten Freundin namens Esther.
Nur wenige Lieder sowie B-Seiten von den vier veröffentlichten Singles stammen von nicht veröffentlichten Ärzte-Liedern. Der Großteil des Albums wurde von Farin Urlaub für das Album selbst komponiert. Der Albumtitel ist als Wortspiel mit Jan Vetters Pseudonym eine Anspielung auf die lange Entstehungsgeschichte des Albums. Das Album wurde in Farin Urlaubs Heimstudio eingespielt, das er auf diesem Album als „Sonnenstudio“ bezeichnete. Ein Running Gag auf seinen Soloveröffentlichungen ist die unterschiedliche Benennung des Studios.
Ursprünglich sollte das Cover Urlaub mit einem Benzinkanister in der Hand vor einem brennenden Hotel im Hintergrund zeigen. Aufgrund des 11. September 2001, in dessen zeitlichem Umfeld das Album erschien, wurde ein neues in entschärfter Version gewählt: Im Vordergrund ist der Oberkörper von Farin Urlaub zu sehen, im Hintergrund eine brennende Palme.

## Titelliste
1. Intro (manche nennen es Musik) – 1:03
2. Jeden Tag Sonntag – 2:10
3. Sumisu – 2:14
4. Glücklich – 2:56
5. Ich gehöre nicht dazu – 3:16
6. OK – 4:19
7. Der Kavalier – 3:27
8. Am Strand – 2:46
9. Wunderbar – 2:39
10. Das schöne Mädchen – 4:37
11. 1000 Jahre schlechten Sex – 3:30
12. … und die Gitarre war noch warm – 3:39
13. Lieber Staat – 3:53
14. Phänomenal egal – 3:13
15. Abschiedslied – 3:28
16. Outro (ja, das wurde auch Zeit) – 2:22

## Musikstil
Farin Urlaubs erstes Soloalbum ist noch relativ deutlich von den letzten Veröffentlichungen von seiner Hauptband Die Ärzte geprägt und auch textlich unterscheidet sich das Album nicht so gravierend von deren Veröffentlichungen wie die späteren Soloalben. Das Album wird eröffnet von einem Intro, dessen Inspiration aus dem Undertones-Klassiker Girls Don’t Like It kam, das mit dem Kurzen Dialog zweier Mädchen begann. Mit Sumisu (ein japanisches Wort für „Smith“) findet sich eine Hommage an die britische Band The Smiths auf dem Album, bei dem Urlaub versucht seinen Gesang an Morrissey und sein Gitarrenspiel an den Stil Johnny Marrs anzupassen. Auch bei anderen Songs bedient sich Urlaub unterschiedlicher Stile, so verwendet er auf Ich gehöre nicht dazu Elemente des Sambas, Wunderbar ist an den Ska angelehnt und bei OK verwendet er musikalische Merkmale des Nu Metals. Das Liebeslied Jeden Tag Sonntag verwendet dagegen Surfmusik. Für das Lied verwendete Farin Urlaub eine Surfgitarre. Mit Phänomenal egal und Das schöne Mädchen finden sich auch zwei Balladen auf dem Album. Der Kavalier basiert auf einer Dialogszene im Film O Brother, Where Art Thou? – Eine Mississippi-Odyssee. 1000 Jahre schlechten Sex war ursprünglich nicht als Farin-Urlaub- oder Die-Ärzte-Lied gedacht, sondern sollte für eine andere Band verwendet werden. Beim Mischen des Liedes für eine B-Seite gefiel es Urlaub jedoch so gut, dass er es mit aufs Album nahm. ... und die Gitarre war noch warm ist ein Instrumentalstück, das an Ennio Morricone angelehnt ist. Lieber Staat nimmt die spätere Ausrichtung seines Soloprojektes vorweg, die wesentlich politischer ist als bei Die Ärzte.

## Singleauskopplungen
- Glücklich – 10. September 2001 – inkl. der B-Seiten Der Papst und Wo ist das Problem?
- Sumisu – 12. November 2001 – inkl. der B-Seiten Stein des Anstoßes und Buch zum Lesen
- OK – 4. Februar 2002 – inkl. der B-Seiten Saudade (auf Portugiesisch) und Petze
- Phänomenal egal – 6. Mai 2002 – inkl. der B-Seiten Pudelsong und Jeden Tag kuscheln (eine Piano-Version des Albumtracks Jeden Tag Sonntag)

## Rezeption
Bemängelt wurde, dass das Album sich nicht groß von dem Output seiner Hauptband unterscheiden würde. So schrieb Michael Schuh auf Laut.de:

„[…] Zu bemängeln bleibt einzig das größtenteils fehlende Überraschungmoment. "Endlich Urlaub!" ist eine Party-Platte für Ärzte-Fans mit wenigen Farin-Highlights. Doch wie soll man einem Kerl böse sein, der "Zyklop" auf "Misanthrop" reimt?“

Auch auf Visions.de werden Parallelen zu seiner Hauptband gezogen:

„Die Musik auf dem Tonträger ist ähnlich wie die Verpackung doch ziemlich verwandt mit den Ärzten. Nach(…) Beachtlich ist es sowieso, was dieser unscheinbare Ende Dreißiger musikalisch alles herbeizaubern kann. Allein schon das Instrumentalstück "...und die Gitarre war noch warm" verdeutlicht sein Talent, das hier erstmals richtig zur Geltung kommt. Songs wie "OK" oder "Lieber Staat" kann nur ein Mann schreiben, der schon Meisterwerke wie "Kopfüber in die Hölle" oder "Hurra" hervorgebracht hat. (…) Dennoch hat Far - In - Urlaub (so der Sinn seines Künstlernamens) mit "Endlich Urlaub" kein perfektes Album hingekriegt, da nicht ein Song wirklich herausstrahlt. "OK" kommt zwar ganz nah an Farins Meisterwerk "Der Rebell" aus vergangenen Ärzte-Tagen ran, hat aber auch nicht die nötige Dichte. "Endlich Urlaub" ist eher als die Summe seiner Teile anzusehen, ein Gute-Laune Album, das man immer wieder gerne auflegt, mehr aber auch nicht. Farin Urlaub gehört jedenfalls ganz sicher zu den talentiertesten deutschsprachigen (!!!) Musikern und das Album ist für jeden Ärztefan sowieso ein Pflichtkauf.“

Im Ox-Fanzine schrieb Tom van Laak:

„Nicht so bei Herrn Urlaub, der mit "Endlich Urlaub" tatsächlich ein Album aufgenommen, dass [sic!] sich dermaßen herzerfrischend aus dem langweiligen Brei deutscher Rock- und HipHop-Musik hervorhebt, dass der Mann allein dafür das Bundesmusikkreuz in irgend einem teuren Material verdient hätte. (…) Umso besser wenn dann auch der Rest kaum abfällt, und wenn schon nicht musikalisch, dann wenigstens durch Herrn Urlaubs ganz speziellen Humor überzeugen kann. Punktum! Fazit: Diese Platte bekommt die volle Punktzahl und sie hat sie verdient!“